# Balmaz Kamilla Gyógyfürdő
Balmaz Kamilla Gyógyfürdő – węgierski klub piłkarski z siedzibą w Balmazújváros, założony w 2011 roku. W sezonie 2016/17 klub wywalczył historyczny awans do Nemzeti Bajnokság I. Rozgrywa swoje mecze na stadionie Városi Sportpálya o pojemności 2435 miejsc. W dniu 29 sierpnia 2019 klub został wykluczony z rozgrywek Nemzeti Bajnokság III.

## Historia

### Chronologia nazw
- 2011: Balmazújváros Sport Kft.
- 2012: Balmaz Kamilla Gyógyfürdő

## Skład
Stan na 20 sierpnia 2019.
| Nr | Poz. | Piłkarz         |
| -- | ---- | --------------- |
| 1  | BR   | Gergő Szécsi    |
| 2  | OB   | György Bora     |
| 3  | OB   | Barna Papucsek  |
| 4  | OB   | Balázs Varga    |
| 5  | OB   | Bence Jagodics  |
| 6  | PO   | Viktor Pongrácz |
| 7  | PO   | Márk Kónya      |
| 8  | PO   | Balázs Szabó    |
| 9  | NA   | Ádám Fekete     |
| 10 | PO   | Carlo Erdei     |
| 14 | NA   | Zsolt Óvári     |
| 16 | PO   | Bálint Domokos  |

| Nr | Poz. | Piłkarz          |
| -- | ---- | ---------------- |
| 17 | OB   | Bátor Szabó      |
| 18 | PO   | Zsolt Patvaros   |
| 20 | PO   | Krisztián Zádori |
| 29 | PO   | Áron Schmid      |
| 41 | PO   | Ákos Király      |
| 44 | PO   | Ákos Biró        |
| 70 | NA   | István Berki     |
| 74 | PO   | Patrik Ternován  |
| 77 | OB   | Nikolasz Kovács  |
| 87 | BR   | István Verpecz   |
| 99 | PO   | Nándor Kóródi    |